# هشتی خانه شوکت
هشتی خانه شوکت مربوط به دوران‌های تاریخی پس از اسلام است و در شهرستان گناباد، روستای بیلند واقع شده و این اثر در تاریخ ۱۰ دی ۱۳۸۱ با شمارهٔ ثبت ۶۷۲۸ به‌عنوان یکی از آثار ملی ایران به ثبت رسیده است.